# 川內站 (宮城縣)
川內站（日语：／ Kawauchi eki */?）是位於日本宮城縣仙台市青葉區川內，屬於仙台市地下鐵東西線的地鐵站。車站編號是T03。本站的副站名是「東北大學川內校園前」。

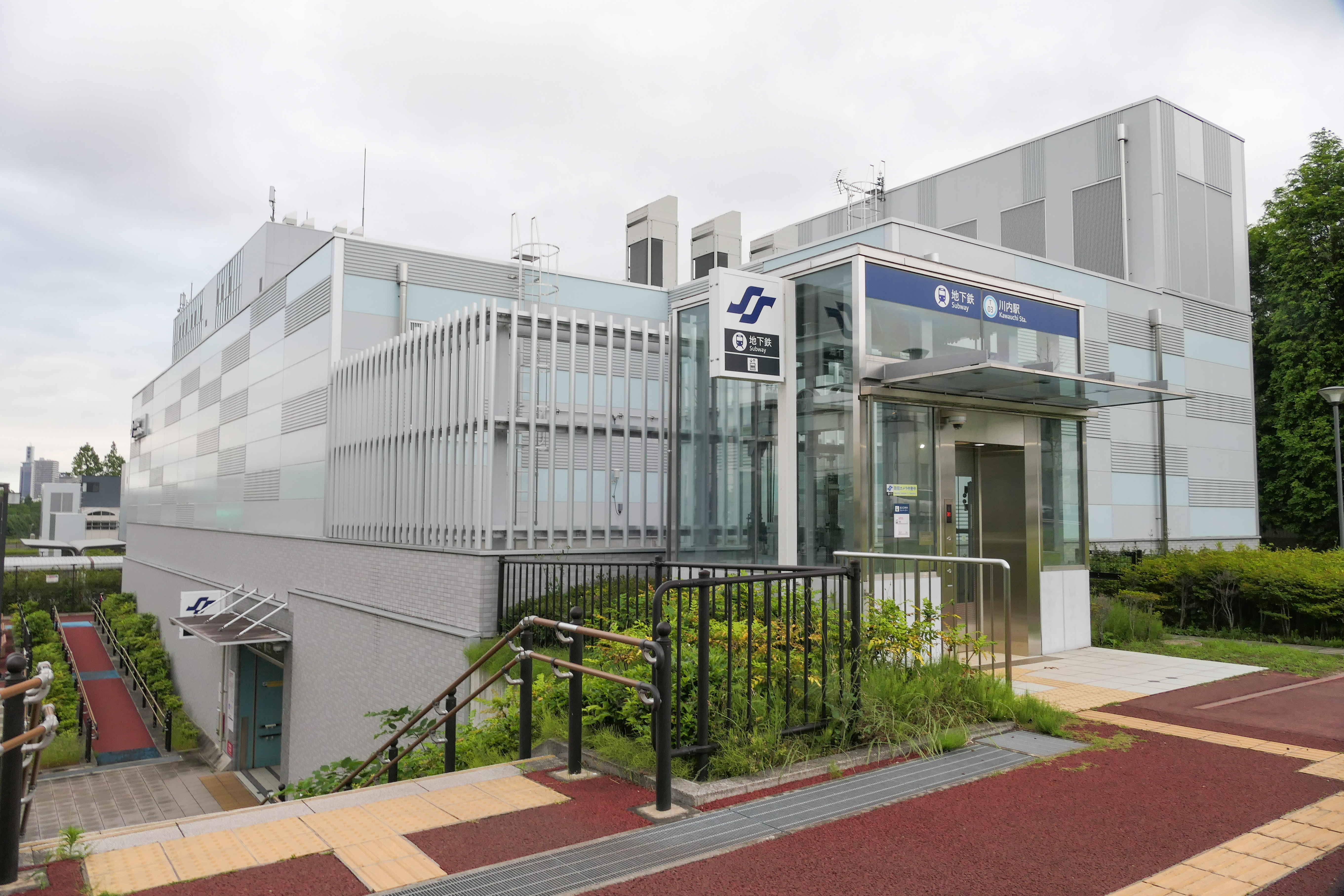
電梯出入口(2024年6月)

## 歷史
- 2009年：着工。
- 2015年12月6日：開業。

## 車站結構

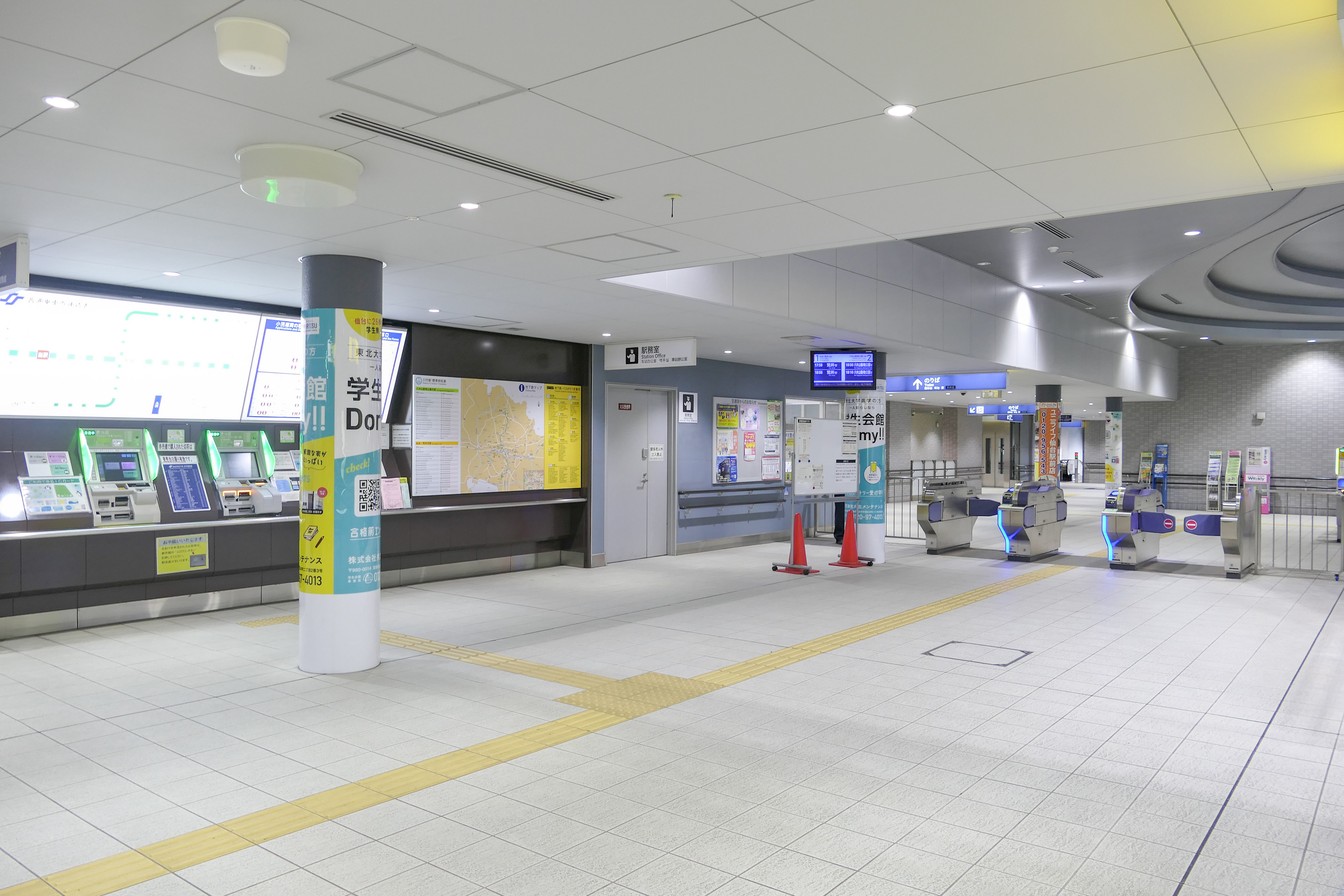
驗票口(2024年6月)

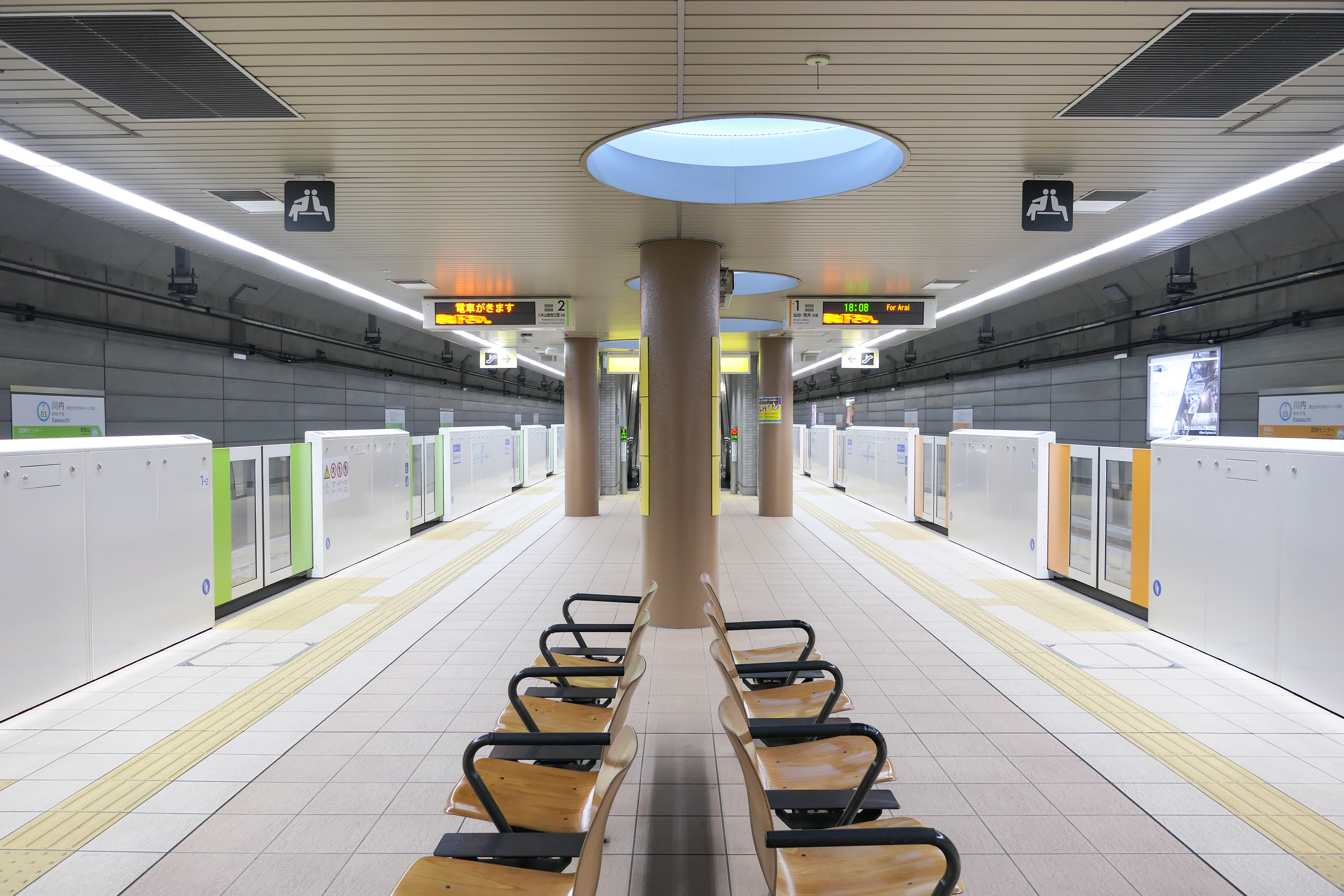
1號與2號月台(2024年6月)

本站的月台位於地下3樓，為島式月台。

### 月台配置
| 月台 | 路線     | 目的地             |
| ---- | -------- | ------------------ |
| 1    | ■ 東西線 | 仙台、荒井方向     |
| 2    | ■ 東西線 | 八木山動物公園方向 |

## 使用情況
| 上車人次推移 | 上車人次推移     |
| 年度         | 一日平均上車人次 |
| ------------ | ---------------- |
| 2015         | 2,511            |
| 2016         | 3,056            |
| 2017         | 3,357            |

- 2017年度（平成29年度）
  - 1日平均上車人數：3,357人[2]

一日平均上車人次（單位：人/日）

## 相鄰車站
仙台市地下鐵
■ 東西線
青葉山（T02）－川內（T03）－國際中心（T04）

## 外部連結
- 仙台市交通局 東西線
  - 川内駅 建設概要
  - 川内駅 デザイン
  - 川内駅工区 建設工事の進捗状況
  - 川内駅 建築工事の進捗状況